# Abbas Ahmed Khamis
Abbas Ahmed Khamis est un footballeur international bahreïnien, né le 13 juin 1983. Il évolue au poste de gardien de but.

## Biographie
Après de débuts au Setra Club, il rejoint Al Ahli Manama en 2007. Il remporte avec cette équipe le championnat en 2010.
Avec l'équipe de Bahreïn, il figure notamment dans le groupe des sélectionnés lors des Coupe d'Asie des nations de 2007 et de 2011.